# کمیسیون ملی بازار سرمایه اسپانیا
کمیسیون ملی بازار سرمایه اسپانیا (انگلیسی: Comisión Nacional del Mercado de Valores)یک سازمان بین‌المللی نظارتی مقررات مالی در اسپانیا است. این سازمان تحت نظارت وزارت اقتصاد و دارایی اسپانیا فعالیت دارد. از وظایف این نهاد، ایجاد فضای امنیت اقتصادی، مبارزه با فعالیت‌های مالی غیرقانونی و نظارت بر عملکرد کارگزاری‌های بازار بورس اسپانیا و فارکس است.